# Gran Premio motociclistico della Comunità Valenciana 2003
Il Gran Premio motociclistico della Comunità Valenciana 2003 corso il 2 novembre, è stato il sedicesimo e ultimo Gran Premio della stagione 2003 e ha visto vincere: la Honda di Valentino Rossi nella MotoGP, Randy de Puniet nella classe 250 e Casey Stoner nella classe 125.
Per il pilota australiano Stoner si tratta della prima vittoria nel motomondiale.
Al termine della gara viene assegnato l'ultimo titolo ancora vacante, se lo aggiudica il sammarinese Manuel Poggiali nella classe 250.

## MotoGP

### Arrivati al traguardo
| Pos. | Nº | Pilota            | Squadra                   | Motocicletta       | Giri | Tempo     | Griglia | Punti |
| ---- | -- | ----------------- | ------------------------- | ------------------ | ---- | --------- | ------- | ----- |
| 1º   | 46 | Valentino Rossi   | Repsol Honda              | Honda RC211V       | 30   | 47:13.078 | 1       | 25    |
| 2º   | 15 | Sete Gibernau     | Telefónica Movistar Honda | Honda RC211V       | 30   | +0.681    | 2       | 20    |
| 3º   | 65 | Loris Capirossi   | Ducati Marlboro           | Ducati Desmosedici | 30   | +11.227   | 3       | 16    |
| 4º   | 3  | Max Biaggi        | Camel Pramac Pons         | Honda RC211V       | 30   | +16.293   | 6       | 13    |
| 5º   | 7  | Carlos Checa      | Fortuna Yamaha            | Yamaha YZR-M1      | 30   | +20.868   | 5       | 11    |
| 6º   | 4  | Alex Barros       | Gauloises Yamaha          | Yamaha YZR-M1      | 30   | +30.851   | 8       | 10    |
| 7º   | 12 | Troy Bayliss      | Ducati Marlboro           | Ducati Desmosedici | 30   | +37.770   | 10      | 9     |
| 8º   | 45 | Colin Edwards     | Alice Aprilia Racing      | Aprilia RS Cube    | 30   | +38.922   | 7       | 8     |
| 9º   | 17 | Norick Abe        | Fortuna Yamaha            | Yamaha YZR-M1      | 30   | +40.229   | 11      | 7     |
| 10º  | 6  | Makoto Tamada     | Pramac Honda              | Honda RC211V       | 30   | +46.500   | 13      | 6     |
| 11º  | 10 | Kenny Roberts Jr  | Suzuki Grand Prix         | Suzuki GSV-R       | 30   | +1:01.496 | 18      | 5     |
| 12º  | 99 | Jeremy McWilliams | Proton Team KR            | Proton KR5         | 30   | +1:04.510 | 15      | 4     |
| 13º  | 21 | John Hopkins      | Suzuki Grand Prix         | Suzuki GSV-R       | 30   | +1:05.191 | 17      | 3     |
| 14º  | 23 | Ryūichi Kiyonari  | Telefónica Movistar Honda | Honda RC211V       | 30   | +1:06.012 | 20      | 2     |
| 15º  | 41 | Noriyuki Haga     | Alice Aprilia Racing      | Aprilia RS Cube    | 30   | +1:06.154 | 22      | 1     |
| 16º  | 69 | Nicky Hayden      | Repsol Honda              | Honda RC211V       | 30   | +1:11.432 | 4       |       |
| 17º  | 9  | Nobuatsu Aoki     | Proton Team KR            | Proton KR5         | 30   | +1:26.736 | 19      |       |
| 18º  | 88 | Andrew Pitt       | Kawasaki Racing           | Kawasaki ZX-RR     | 30   | +1:27.016 | 16      |       |
| 19º  | 8  | Garry McCoy       | Kawasaki Racing           | Kawasaki ZX-RR     | 30   | +1:27.450 | 14      |       |
| 20º  | 52 | David de Gea      | WCM                       | Harris WCM         | 29   | +1 giro   | 23      |       |

### Ritirati
| Nº | Pilota         | Squadra           | Motocicletta  | Giri | Griglia |
| -- | -------------- | ----------------- | ------------- | ---- | ------- |
| 19 | Olivier Jacque | Gauloises Yamaha  | Yamaha YZR-M1 | 28   | 21      |
| 11 | Tōru Ukawa     | Camel Pramac Pons | Honda RC211V  | 4    | 9       |
| 56 | Shin'ya Nakano | d'Antín Yamaha    | Yamaha YZR-M1 | 4    | 12      |

### Non qualificato
| Nº | Pilota      | Squadra | Motocicletta |
| -- | ----------- | ------- | ------------ |
| 35 | Chris Burns | WCM     | Harris WCM   |

## Classe 250

### Arrivati al traguardo
| Pos. | Nº | Pilota                | Squadra                    | Motocicletta | Giri | Tempo     | Griglia | Punti |
| ---- | -- | --------------------- | -------------------------- | ------------ | ---- | --------- | ------- | ----- |
| 1º   | 7  | Randy de Puniet       | Safilo Oxydo-LCR           | Aprilia      | 27   | 44:01.924 | 1       | 25    |
| 2º   | 24 | Toni Elías            | Repsol Telefonica Movistar | Aprilia      | 27   | +0.072    | 2       | 20    |
| 3º   | 54 | Manuel Poggiali       | MS Aprilia                 | Aprilia      | 27   | +12.810   | 4       | 16    |
| 4º   | 50 | Sylvain Guintoli      | Campetella Racing          | Aprilia      | 27   | +22.496   | 3       | 13    |
| 5º   | 10 | Fonsi Nieto           | Repsol Telefonica Movistar | Aprilia      | 27   | +30.731   | 7       | 11    |
| 6º   | 5  | Sebastián Porto       | Telefonica Movistar jnr    | Honda        | 27   | +32.381   | 9       | 10    |
| 7º   | 3  | Roberto Rolfo         | Fortuna Honda              | Honda        | 27   | +35.547   | 10      | 9     |
| 8º   | 21 | Franco Battaini       | Campetella Racing          | Aprilia      | 27   | +36.987   | 6       | 8     |
| 9º   | 34 | Eric Bataille         | Troll Honda BQR            | Honda        | 27   | +38.672   | 12      | 7     |
| 10º  | 6  | Alex Debón            | Troll Honda BQR            | Honda        | 27   | +41.748   | 5       | 6     |
| 11º  | 8  | Naoki Matsudo         | Yamaha Kurz                | Yamaha       | 27   | +55.156   | 8       | 5     |
| 12º  | 28 | Dirk Heidolf          | Aprilia Germany            | Aprilia      | 27   | +1:03.117 | 18      | 4     |
| 13º  | 57 | Chaz Davies           | Aprilia Germany            | Aprilia      | 27   | +1:08.018 | 15      | 3     |
| 14º  | 96 | Jakub Smrž            | Dark Dog Molenaar          | Honda        | 27   | +1:18.041 | 16      | 2     |
| 15º  | 73 | Radomil Rous          | Campetella Racing          | Aprilia      | 27   | +1:24.071 | 19      | 1     |
| 16º  | 40 | Álvaro Molina         | Mas Racing                 | Aprilia      | 27   | +1:29.994 | 26      |       |
| 17º  | 16 | Johan Stigefelt       | Zoppini Abruzzo            | Aprilia      | 27   | +1:32.471 | 21      |       |
| 18º  | 18 | Henk van den Lagemaat | Dark Dog Molenaar          | Honda        | 26   | +1 giro   | 27      |       |
| 19º  | 52 | Lukáš Pešek           | Yamaha Kurz                | Yamaha       | 26   | +1 giro   | 25      |       |
| 20º  | 83 | Patrick Lakerveld     | Team Holland               | Aprilia      | 25   | +2 giri   | 28      |       |

### Ritirati
| Nº | Pilota           | Squadra                     | Motocicletta | Giri | Griglia |
| -- | ---------------- | --------------------------- | ------------ | ---- | ------- |
| 36 | Erwan Nigon      | Equipe de France - Scrab GP | Aprilia      | 15   | 17      |
| 14 | Anthony West     | Zoppini Abruzzo             | Aprilia      | 14   | 13      |
| 26 | Alex Baldolini   | Matteoni Racing             | Aprilia      | 13   | 24      |
| 9  | Hugo Marchand    | Equipe de France - Scrab GP | Aprilia      | 11   | 23      |
| 15 | Christian Gemmel | Kiefer Castrol-Honda Racing | Honda        | 8    | 20      |
| 13 | Jaroslav Huleš   | Elit Grand Prix             | Honda        | 2    | 14      |
| 33 | Héctor Faubel    | Aspar Junior                | Aprilia      | 1    | 11      |
| 11 | Joan Olivé       | Aspar Junior                | Aprilia      | 1    | 22      |

### Non qualificati
| Nº | Pilota          | Squadra                  | Motocicletta |
| -- | --------------- | ------------------------ | ------------ |
| 84 | Yves Polzer     | Kiefer Castrol Honda     | Honda        |
| 42 | Grégory Leblanc | Equipe de France Support | Honda        |

## Classe 125

### Arrivati al traguardo
| Pos. | Nº | Pilota            | Squadra                   | Motocicletta | Giri | Tempo     | Griglia | Punti |
| ---- | -- | ----------------- | ------------------------- | ------------ | ---- | --------- | ------- | ----- |
| 1º   | 27 | Casey Stoner      | Safilo Oxydo-LCR          | Aprilia      | 24   | 40:27.662 | 8       | 25    |
| 2º   | 17 | Steve Jenkner     | Exalt Cycle Red Devil     | Aprilia      | 24   | +0.268    | 13      | 20    |
| 3º   | 80 | Héctor Barberá    | Master-MXOnda-Aspar       | Aprilia      | 24   | +1.101    | 4       | 16    |
| 4º   | 58 | Marco Simoncelli  | Matteoni Racing           | Aprilia      | 24   | +3.205    | 3       | 13    |
| 5º   | 6  | Mirko Giansanti   | Matteoni Racing           | Aprilia      | 24   | +8.760    | 11      | 11    |
| 6º   | 19 | Álvaro Bautista   | Seedorf Racing            | Aprilia      | 24   | +8.888    | 7       | 10    |
| 7º   | 22 | Pablo Nieto       | Master-MXOnda-Aspar       | Aprilia      | 24   | +12.265   | 2       | 9     |
| 8º   | 34 | Andrea Dovizioso  | Team Scot                 | Honda        | 24   | +16.738   | 5       | 8     |
| 9º   | 4  | Lucio Cecchinello | Safilo Oxydo-LCR          | Aprilia      | 24   | +21.089   | 15      | 7     |
| 10º  | 23 | Gino Borsoi       | Globet.com Racing         | Aprilia      | 24   | +30.673   | 9       | 6     |
| 11º  | 48 | Jorge Lorenzo     | Caja Madrid Derbi Racing  | Derbi        | 24   | +32.847   | 17      | 5     |
| 12º  | 79 | Gábor Talmácsi    | Exalt Cycle Red Devil     | Aprilia      | 24   | +32.954   | 21      | 4     |
| 13º  | 7  | Stefano Perugini  | Abruzzo Racing            | Aprilia      | 24   | +33.349   | 6       | 3     |
| 14º  | 88 | Robbin Harms      | Seedorf Racing            | Aprilia      | 24   | +34.889   | 14      | 2     |
| 15º  | 8  | Masao Azuma       | Ajo Motorsports           | Honda        | 24   | +34.958   | 31      | 1     |
| 16º  | 11 | Max Sabbatani     | Abruzzo Racing            | Aprilia      | 24   | +40.633   | 24      |       |
| 17º  | 10 | Roberto Locatelli | KTM-Red Bull              | KTM          | 24   | +45.678   | 18      |       |
| 18º  | 32 | Fabrizio Lai      | Semprucci Angaia Malaguti | Malaguti     | 24   | +50.241   | 19      |       |
| 19º  | 31 | Julián Simón      | Semprucci Angaia Malaguti | Malaguti     | 24   | +50.313   | 22      |       |
| 20º  | 70 | Sergio Gadea      | Racing Team Gadea         | Aprilia      | 24   | +58.305   | 29      |       |
| 21º  | 33 | Stefano Bianco    | Metis Gilera Racing       | Gilera       | 24   | +58.315   | 23      |       |
| 22º  | 25 | Imre Tóth         | Team Hungary              | Aprilia      | 24   | +1:23.309 | 26      |       |
| 23º  | 81 | Ismael Ortega     | Seedorf Racing            | Aprilia      | 24   | +1:33.631 | 35      |       |
| 24º  | 26 | Emilio Alzamora   | Caja Madrid Derbi Racing  | Derbi        | 24   | +1:39.042 | 28      |       |

### Ritirati
| Nº | Pilota            | Squadra                   | Motocicletta | Giri | Griglia |
| -- | ----------------- | ------------------------- | ------------ | ---- | ------- |
| 90 | Dario Giuseppetti | Adac Berlin-Brandenburg   | Honda        | 20   | 30      |
| 28 | Michele Danese    | Metasystem Racing Service | Honda        | 17   | 37      |
| 1  | Arnaud Vincent    | Sterilgarda Racing        | Aprilia      | 14   | 12      |
| 42 | Gioele Pellino    | Sterilgarda Racing        | Aprilia      | 9    | 36      |
| 63 | Mike Di Meglio    | Metasystem Racing Service | Honda        | 7    | 25      |
| 24 | Simone Corsi      | Team Scot                 | Honda        | 3    | 33      |
| 50 | Andrea Ballerini  | Ajo Motorsports           | Honda        | 3    | 32      |
| 15 | Alex De Angelis   | Globet.com Racing         | Aprilia      | 1    | 1       |
| 36 | Mika Kallio       | KTM-Red Bull              | KTM          | 1    | 10      |
| 41 | Yōichi Ui         | Freesoul Racing           | Gilera       | 1    | 16      |

### Non partiti
| Nº | Pilota           | Squadra             | Motocicletta | Griglia |
| -- | ---------------- | ------------------- | ------------ | ------- |
| 12 | Thomas Lüthi     | Elit Grand Prix     | Honda        | 20      |
| 43 | Manuel Hernández | Costa Calida        | Aprilia      | 27      |
| 69 | David Bonache    | Racing Team Bonache | Honda        | 34      |